# Arcidiocesi di Gitega
L'arcidiocesi di Gitega (in latino Archidioecesis Kitegaënsis) è una sede metropolitana della Chiesa cattolica in Burundi. Nel 2021 contava 1.380.460 battezzati su 1.690.480 abitanti. È retta dall'arcivescovo Bonaventure Nahimana.

## Territorio
L'arcidiocesi si trova nel cuore del Burundi e comprende la quasi totalità della provincia di Gitega, una grande porzione della provincia di Karuzi, e porzioni minori delle province di Bururi, Muyinga, Mwaro e Rutana.
Sede arcivescovile è la città di Gitega, dove si trova la cattedrale di Cristo Re.
Il territorio è suddiviso in 53 parrocchie.

## Storia
Il vicariato apostolico di Kivu, che prendeva il nome dal lago omonimo, fu eretto il 12 dicembre 1912 con il breve Apostolatus munus di papa Pio X, ricavandone il territorio dai vicariati apostolici di Victoria-Nyanza meridionale (oggi arcidiocesi di Mwanza) e di Unianyembé (oggi arcidiocesi di Tabora). Esso comprendeva parte dell'Africa Orientale tedesca, corrispondente gli odierni stati di Ruanda e Burundi, ma a sud si spingeva anche nell'odierna Tanzania, fino a comprendere i centri di Ujiji e Uvinza. Sede del vicario apostolico era la città di Kabgayi in Ruanda.
Nel 1921 cambiò nome in favore di vicariato apostolico di Urundi e Kivu.
Il 25 aprile 1922, con il breve Exigit apostolicum di papa Pio XI, il vicariato apostolico fu diviso in due: il vicariato apostolico del Ruanda, da cui ebbe origine in seguito la diocesi di Kabgayi, e il vicariato apostolico dell'Urundi, ossia del Burundi.
Il primo vicario apostolico dell'Urundi, Julien Gorju, pose la sede del vicariato a Mugera, oggi in Tanzania, ma il suo successore Antoine Grauls trasferì la residenza a Gitega.
Il 12 luglio 1926 furono rivisti i confini meridionali del vicariato apostolico, che furono fatti coincidere con il confine tra la colonia belga dell'Urundi e quella britannica del Tanganica.
Il 14 luglio 1949 cedette una porzione del suo territorio a vantaggio dell'erezione del vicariato apostolico di Ngozi (oggi diocesi) e contestualmente, in forza del decreto Cum de Vicariatus della Congregazione di Propaganda Fide, mutò ancora nome in vicariato apostolico di Kitega.
L'11 giugno 1959 cedette un'altra porzione di territorio a vantaggio dell'erezione del vicariato apostolico di Usumbura (oggi arcidiocesi di Bujumbura).
Il 10 novembre dello stesso anno per effetto della bolla Cum parvulum di papa Giovanni XXIII il vicariato apostolico è stato elevato al rango di arcidiocesi metropolitana e ha assunto il nome di arcidiocesi di Gitega.
Il 6 giugno 1961 e il 13 aprile 1973 ha ceduto ulteriori porzioni di territorio a vantaggio dell'erezione rispettivamente delle diocesi di Bururi e di Ruyigi.
Il 13 dicembre 1964 il vescovo ausiliare eletto Gabriel Gihimbare venne ucciso durante una battuta di caccia, in un incidente riconducibile a un assassinio premeditato per motivazioni etniche.
Il 9 settembre 1996 l'arcivescovo Joachim Ruhuna viene ucciso in un'imboscata mentre era in viaggio.

## Cronotassi dei vescovi
Si omettono i periodi di sede vacante non superiori ai 2 anni o non storicamente accertati.
- Jean-Joseph Hirth, M.Afr. † (12 dicembre 1912 - 25 ottobre 1920 dimesso)
- Julien-Louis-Edouard-Marie Gorju, M.Afr. † (26 aprile 1922 - 29 maggio 1936 dimesso)
- Antoine-Hubert Grauls, M.Afr. † (23 dicembre 1936 - 16 ottobre 1967 dimesso[7])
- André Makarakiza, M.Afr. † (5 settembre 1968 - 6 novembre 1982 dimesso)
- Joachim Ruhuna † (6 novembre 1982 succeduto - 9 settembre 1996 deceduto)
- Simon Ntamwana (24 gennaio 1997 - 19 febbraio 2022 ritirato)
- Bonaventure Nahimana, dal 19 febbraio 2022

## Statistiche
L'arcidiocesi nel 2021 su una popolazione di 1.690.480 persone contava 1.380.460 battezzati, corrispondenti all'81,7% del totale.
| anno | popolazione | popolazione | popolazione | presbiteri | presbiteri | presbiteri | presbiteri                | diaconi | religiosi | religiosi | parrocchie |
| anno | battezzati  | totale      | %           | numero     | secolari   | regolari   | battezzati per presbitero | diaconi | uomini    | donne     | parrocchie |
| ---- | ----------- | ----------- | ----------- | ---------- | ---------- | ---------- | ------------------------- | ------- | --------- | --------- | ---------- |
| 1950 | 394.506     | 1.000.489   | 39,4        | 94         | 24         | 70         | 4.196                     |         | 24        | 122       | 19         |
| 1970 | 514.213     | 816.100     | 63,0        | 105        | 47         | 58         | 4.897                     |         | 103       | 154       | 165        |
| 1980 | 577.555     | 754.993     | 76,5        | 72         | 41         | 31         | 8.021                     |         | 76        | 162       | 112        |
| 1990 | 695.218     | 901.992     | 77,1        | 48         | 43         | 5          | 14.483                    |         | 52        | 202       | 23         |
| 1999 | 789.498     | 1.008.216   | 78,3        | 67         | 57         | 10         | 11.783                    |         | 64        | 246       | 25         |
| 2000 | 808.648     | 1.024.811   | 78,9        | 88         | 74         | 14         | 9.189                     |         | 60        | 241       | 25         |
| 2001 | 759.656     | 980.952     | 77,4        | 85         | 72         | 13         | 8.937                     | 1       | 56        | 340       | 27         |
| 2002 | 730.358     | 1.006.919   | 72,5        | 92         | 78         | 14         | 7.938                     |         | 61        | 247       | 28         |
| 2003 | 811.285     | 1.056.220   | 76,8        | 78         | 65         | 13         | 10.401                    |         | 79        | 320       | 28         |
| 2004 | 835.536     | 1.098.713   | 76,0        | 94         | 81         | 13         | 8.888                     |         | 55        | 308       | 28         |
| 2006 | 878.313     | 1.130.959   | 77,7        | 107        | 94         | 13         | 8.208                     |         | 79        | 336       | 29         |
| 2013 | 1.093.939   | 1.353.723   | 80,8        | 148        | 126        | 22         | 7.391                     |         | 105       | 447       | 42         |
| 2016 | 1.211.000   | 1.463.000   | 82,8        | 166        | 139        | 27         | 7.295                     |         | 130       | 440       | 44         |
| 2019 | 1.321.539   | 1.617.490   | 81,7        | 177        | 151        | 26         | 7.466                     |         | 165       | 655       | 47         |
| 2021 | 1.380.460   | 1.690.480   | 81,7        | 199        | 162        | 37         | 6.936                     |         | 104       | 655       | 53         |